# Coronilla vaginalis
Coronilla vaginalis är en ärtväxtart som beskrevs av Jean-Baptiste de Lamarck. Coronilla vaginalis ingår i släktet kroniller, och familjen ärtväxter. Inga underarter finns listade i Catalogue of Life.

## Bildgalleri

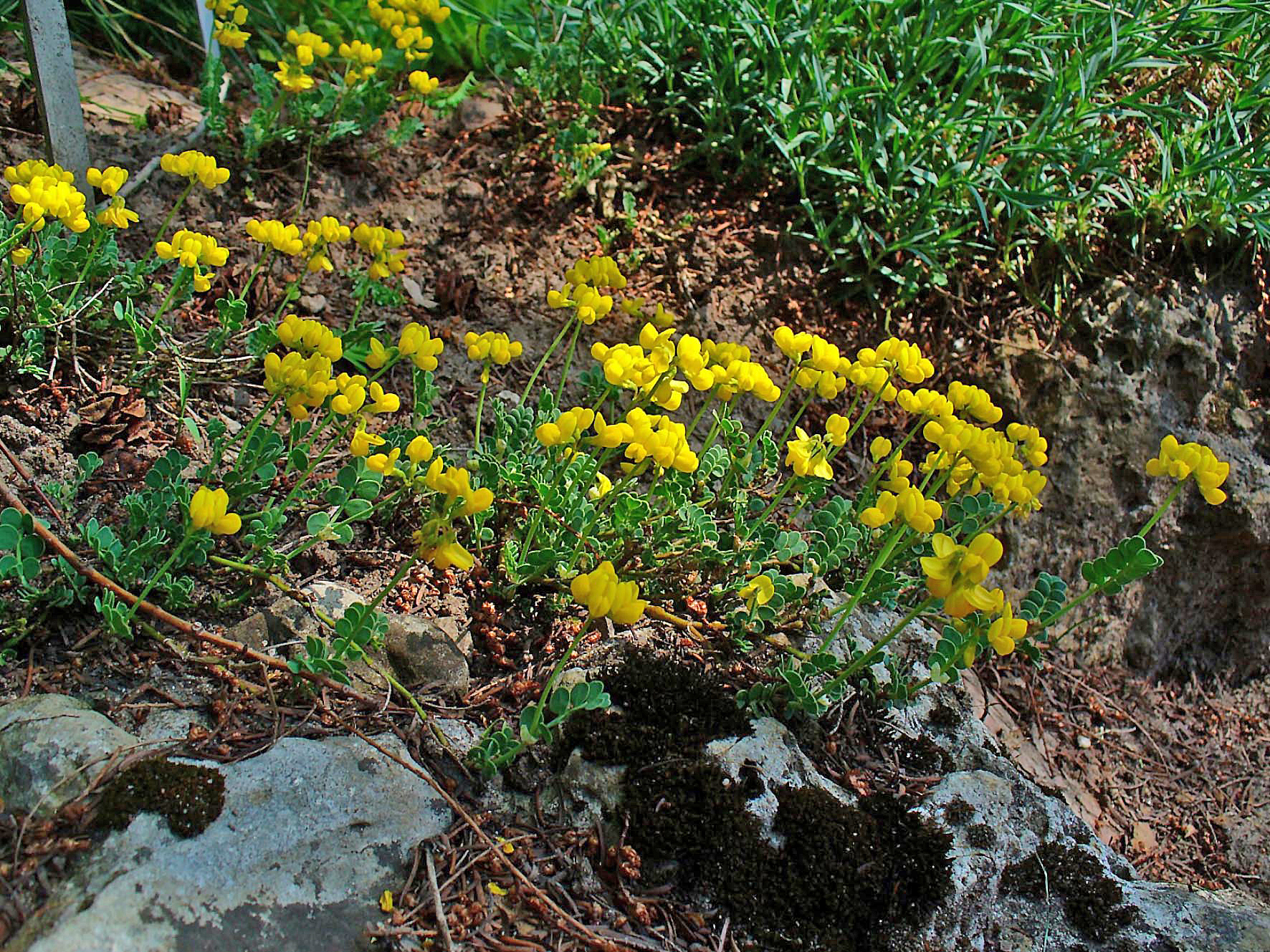
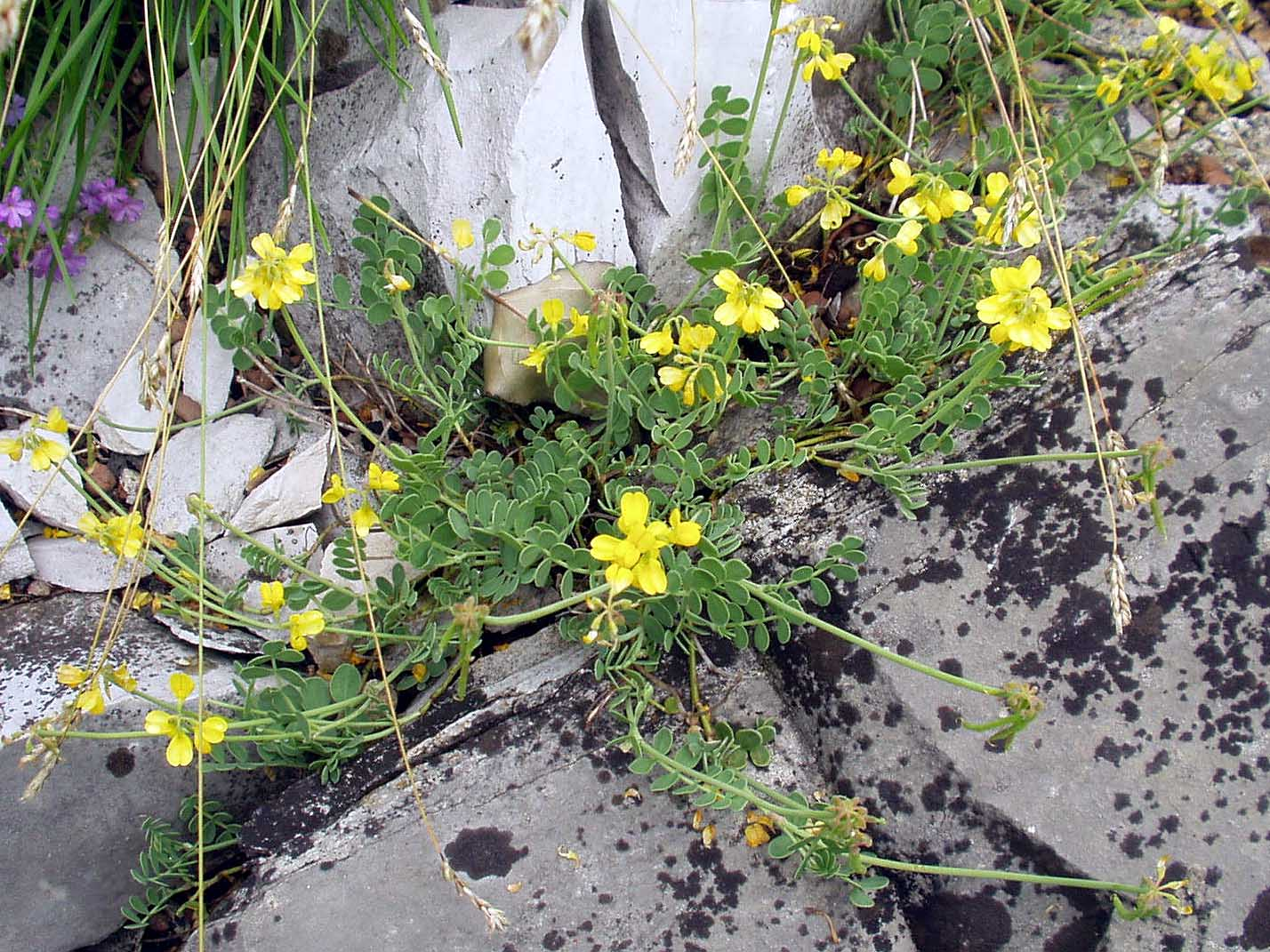
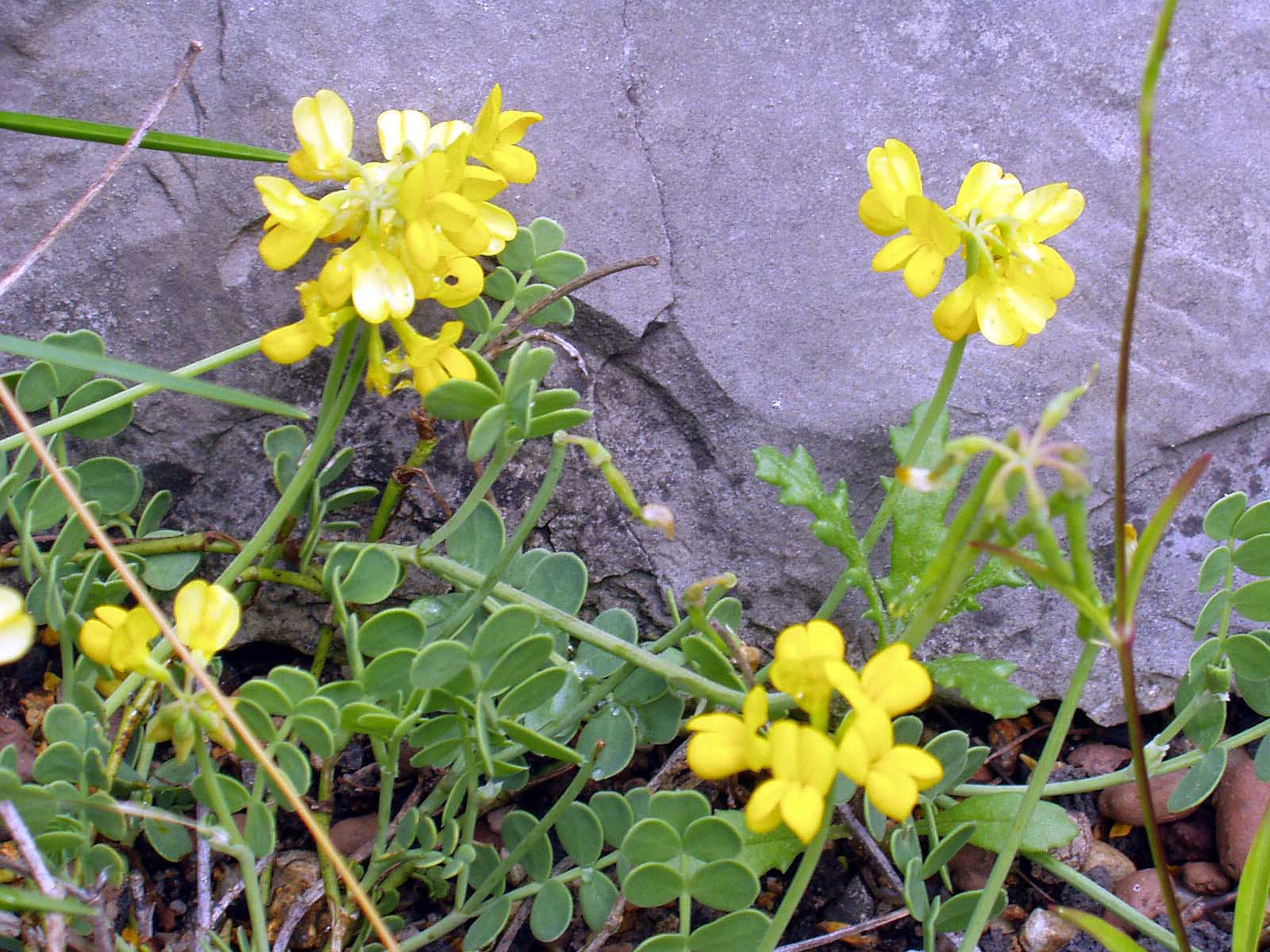
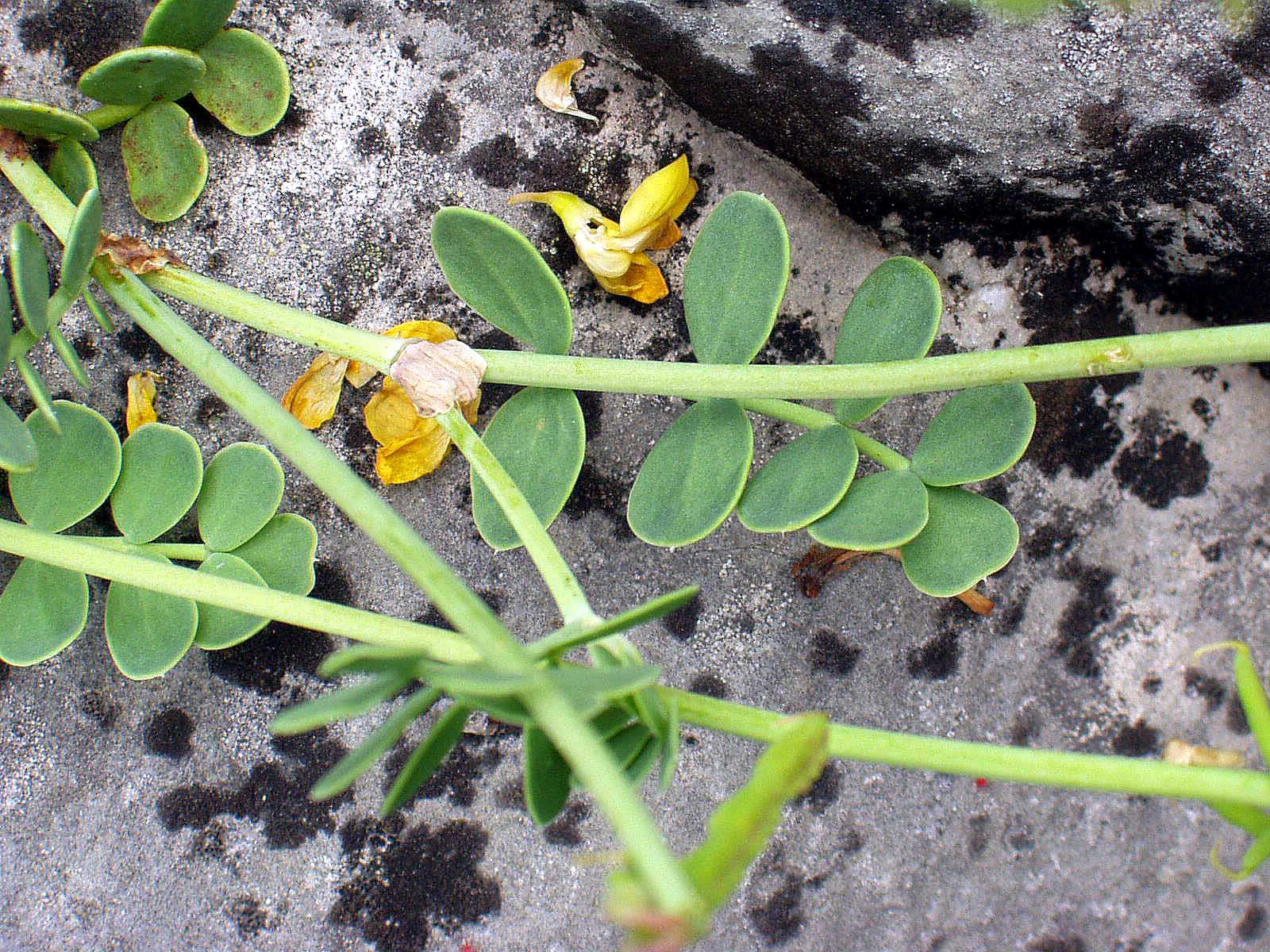
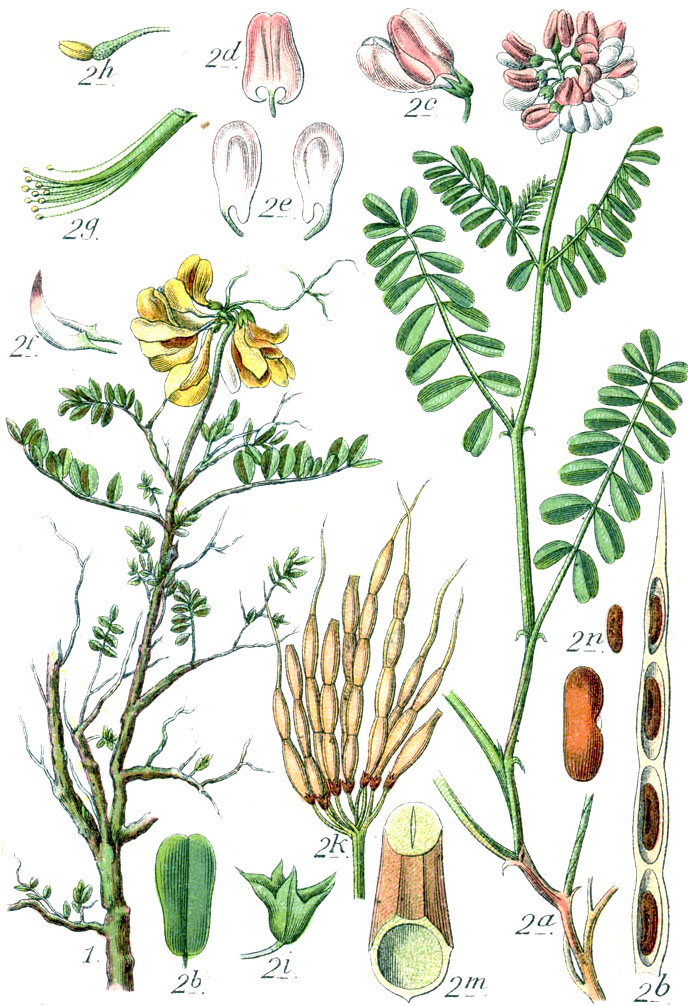
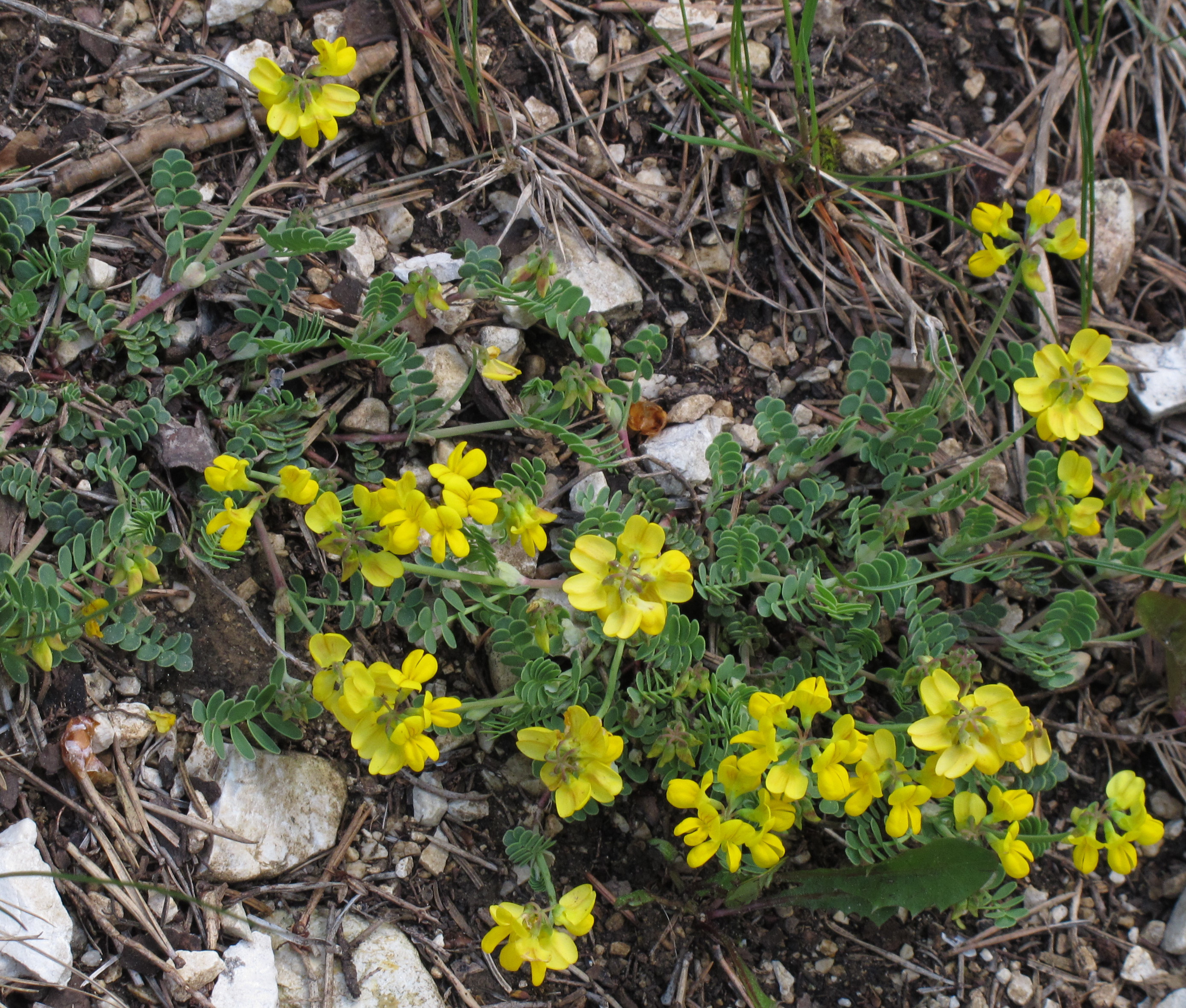